# Marco Leto
Marco Leto (Roma, 18 de enero de 1931–Ib., 21 de abril de 2016) fue un cineasta, director de televisión y guionista italiano.

## Biografía
Nacido en Roma, Leto inició su carrera en la década de 1950 como asistente de dirección en una larga lista de películas. En 1965 inició una colaboración la cadena RAI, para la que dirigió varios telefilmes y seriados. Hizo su debut como director de cine 1973 con la elogiada por la crítica La villeggiatura. En los siguientes años permaneció activo en el cine y en la televisión hasta la década de 1990. Falleció en abril de 2016 en Roma.

## Filmografía
- 1991 - L'inchiesta
- 1989 - A proposito di quella strana ragazza
- 1988 - L'uscita
- 1988 - Una donna spezzata (telefilme)
- 1983 - Il nocciolo della questione (serie)
- 1980 - Quaderno proibito (serie)
- 1979 - I vecchi e i giovani (serie)
- 1976 - Al piacere di rivederla
- 1976 - Rosso veneziano (serie)
- 1974 - Philo Vance (serie)
- 1973 - Il caso Lafarge (serie)
- 1973 - La villeggiatura
- 1972 - Donnarumma all'assalto (telefilme)
- 1970 - La rivolta dei decabristi (serie)
- 1969 - La resa dei conti: Dal gran consiglio al processo di Verona (telefilme)
- 1969 - Incidente a Vichy (telefilme)
- 1967 - La sconfitta di Trotsky (telefilme)